# 旅館松の家
旅館松の家（りょかんまつのいえ、又は、りょかんまつのや）は、千葉県勝浦市勝浦30にある和風旅館である。

## 概要
千葉県勝浦市中心街の旧市役所通りに面して建つ和風旅館である。木造2階建、桟瓦葺の入母屋造で、桁行は8間。正面中央にある玄関には唐破風が付されている。
創業は江戸時代末期で、明治期の観光案内にも松野屋として言及されている。現在の建物は昭和初期に建てられたもので、2003年7月1日に国の登録有形文化財に登録されている。